# Gennaro Della Monica
Gennaro Della Monica (Teramo, 10 ottobre 1836 – Teramo, 17 maggio 1917) è stato un pittore e architetto italiano.

## Biografia
Gennaro nacque nel 1836 a Teramo dove il padre Pasquale si era trasferito ad insegnare disegno nel locale Real Collegio, dopo essere stato espulso da Napoli in quanto sospettato di appartenenza alla Carboneria.

### Viaggi a Napoli, Milano e Firenze
Proprio dal padre fu istruito nell'arte del disegno e nell'uso dei colori. Si trasferì diciassettenne a Napoli, nel 1852, per studiare all'Accademia di belle arti di Napoli. Nella capitale ebbe modo di conoscere Michele Cammarano, Gabriele Smargiassi, i fratelli Filippo e Nicola Palizzi originari di Vasto. Determinante soprattutto è l'incontro con Domenico Morelli espressamente ricordato da Gennaro nelle sue memorie.
Si trasferì poi a Milano dove entrò in amicizia tra gli altri, con Gerolamo e Domenico Induno.
Dal 1863 fu a Firenze, dove si fermò per alcuni anni e conobbe Vincenzo Cabianca, Giovanni Fattori e Telemaco Signorini. Qui incontrò la conterranea Giannina Milli, celebre poetessa improvvisatrice ma soprattutto raffinata intellettuale, animatrice di salotti e circoli culturali, confidente di artisti e consigliera di politici.
I suoi dipinti furono esposti e ammirati nel capoluogo toscano. Di questo periodo è l'opera Salvator Rosa tra i briganti acquistato dagli emissari di casa Savoia, per conto del Re Vittorio Emanuele II.

### Ritorno a Teramo
Dal 1867 rientrò definitivamente a Teramo dove prese il posto del padre come insegnante nell'Istituto Tecnico e nella Scuola comunale di disegno. Tra i suoi allievi ebbero notorietà Carlotta De Colli, Vincenzo Rosati, il letterato Fedele Romani.

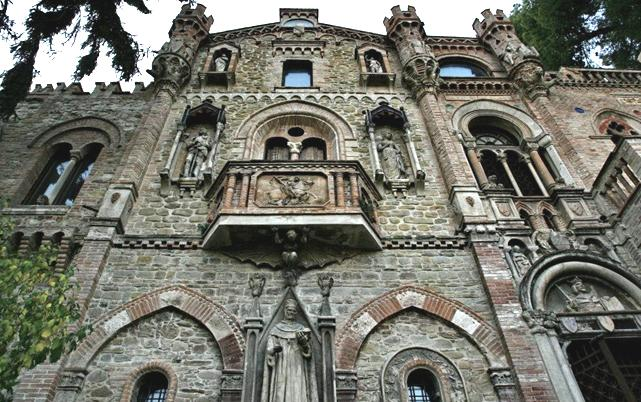
Il castello Della Monica a Teramo

Così è descritta la sua scuola: 
L'inaugurazione del nuovo Teatro Comunale di Teramo, nell'aprile del 1868, offrì al giovane pittore l'occasione di sperimentarsi in un genere, la caricatura, nel quale rivelò eccezionale talento, prendendo in giro protagonisti e spettatori sia del palcoscenico teatrale che del palcoscenico cittadino. Circa venti le tavole della serie "Teatro di Teramo", tutte di grande effetto nonostante la qualità non eccelsa perché stampate con mezzi di fortuna.
Negli anni successivi realizzò numerosi dipinti per varie Chiese della Diocesi: a Mosciano Sant'Angelo per la Chiesa dell'Addolorata, a Teramo per le chiese della Madonna della Cona, di Sant'Agostino e di San Matteo, per il Santuario della Madonna delle Grazie, per la Cappella del Riparo a Porta Romana. Tuttavia il suo dipinto più noto di questi anni è il “Bruto che condanna i figli” realizzato nel 1886 per la nuova sala della Corte d'Assise del Tribunale di Teramo, oggi sala delle conferenze della civica pinacoteca.
Scriveva al riguardo Giacinto Pannella nella sua Guida di Teramo (1888): 

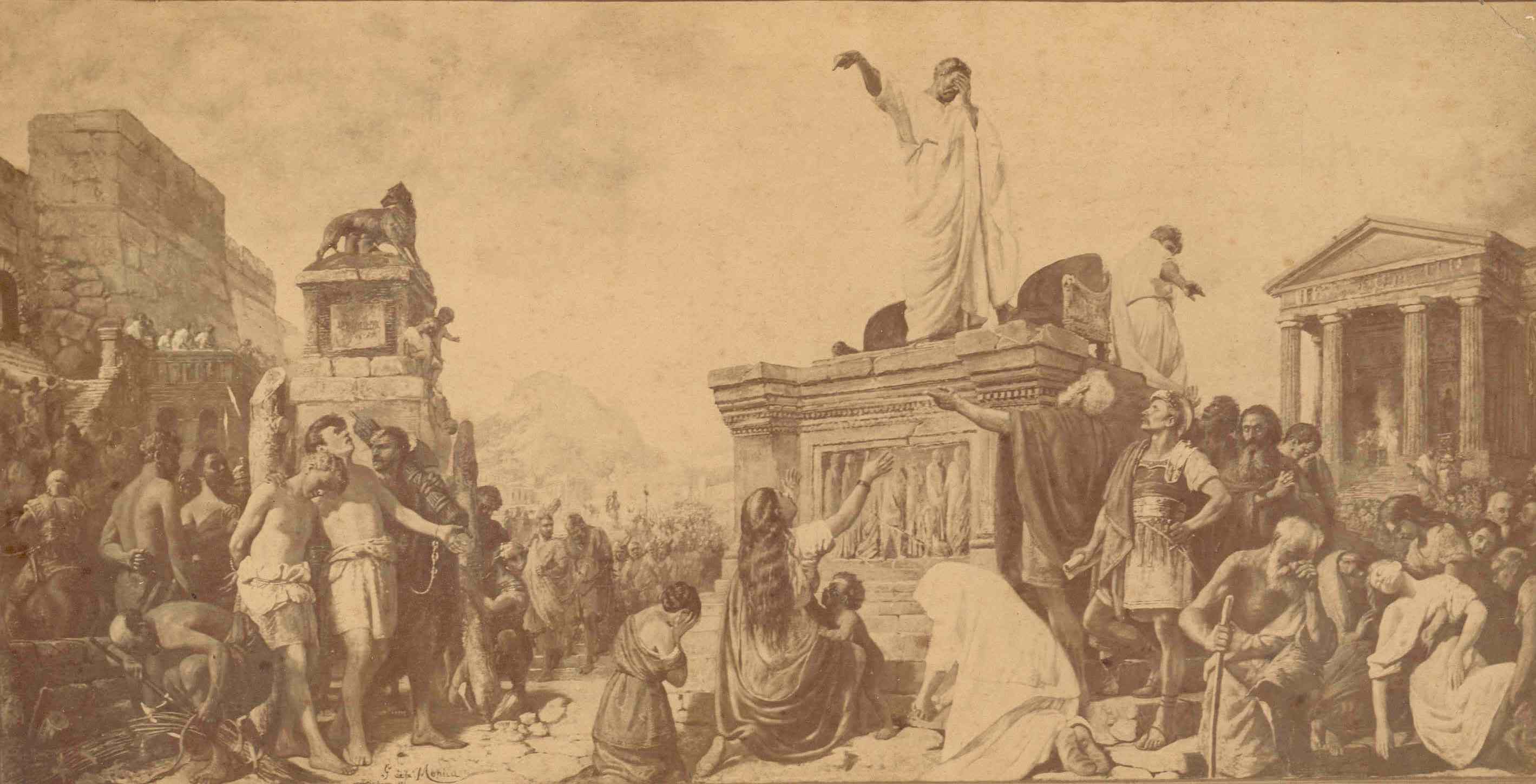
Bruto che condanna i figli, affresco di Della Monica per il Tribunale di Teramo (1878), in una foto d'epoca

Tra i numerosi romani raffigurati nel dipinto, Della Monica ritrasse se stesso e l'ingegner Ernesto Narcisi, progettista del restauro del nuovo Tribunale.
Si dedicò in modo particolare alla pittura storica, ma a lui si deve anche un'intensa attività di ritrattista e soprattutto di paesaggista. Numerosi sono i lavori che ripropongono angoli e scorci del territorio del Gran Sasso e Monti della Laga.
Tra i suoi interessi va ricordata senz'altro la pratica della fotografia.
Nel corso degli anni ottanta dell'Ottocento, sulle rovine dell'antica chiesa di San Venanzio, che era stata trasformata dai francesi in polveriera, iniziò la costruzione del suo Castello in stile neogotico, oggi di proprietà del Comune di Teramo.
Esponente del mondo laico e affiliato alla loggia massonica "Melchiorre Delfico", Della Monica fu attivo e presente nella vita civile della città. Disegnò le divise della banda cittadina al tempo della direzione del maestro Costantini. Fu coinvolto nella polemica per il restauro del Santuario della Madonna delle Grazie e cercò di evitare la distruzione dell'antico tempio, poi comunque realizzata a vantaggio di una ricostruzione in stile rinascimentale. Fece parte di comitati elettorali prima a favore di Settimio Costantini, il deputato teramano della sinistra storica, e poi in favore di Felice Barnabei, il direttore generale delle Belle Arti, che di Costantini prese il posto in Parlamento. Tra il 1899 e il 1900 Della Monica fece parte del comitato "Artisti termani per Barnabei" insieme agli scultori Pasquale Morganti e Luigi Cavacchioli, al pittore Salvatore Di Giuseppe, al fotografo Gianfrancesco Nardi, al critico Guglielmo Aurini.
Dal 1909 e fino alla morte fu componente della Commissione provinciale per la tutela dei Monumenti.

## Opere

### Dipinti a olio, tempere e acquerelli

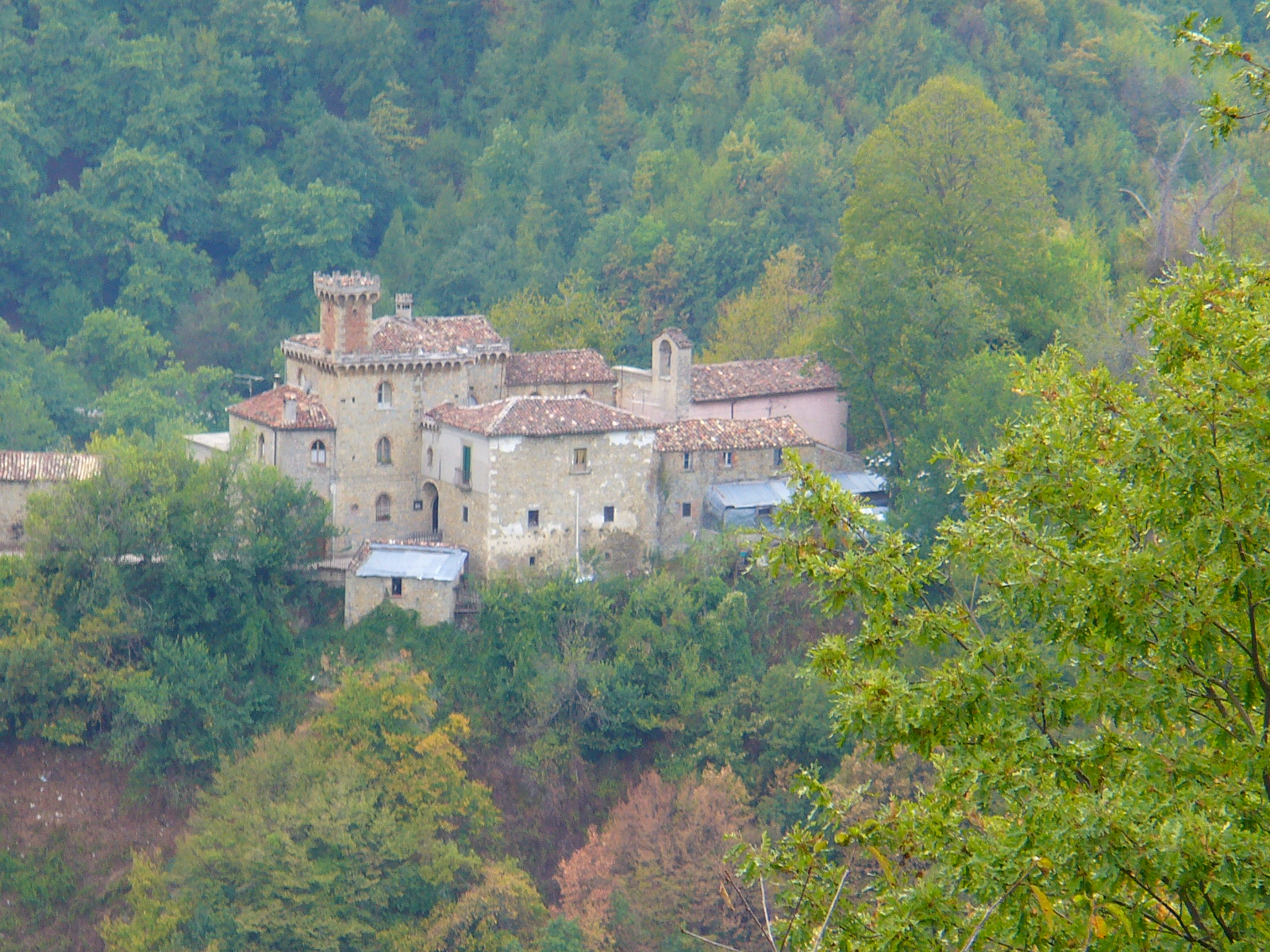
Veduta del Castello Bonifaci nella frazione di Vallenquina (Valle Castellana, TE), opera di Gennaro Della Monica

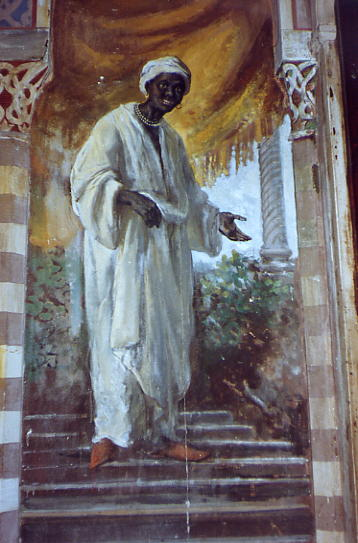
Affresco di moro sullo scalone del castello Della Monica a Teramo

- Incoronazione di Sant'Agnese, 1857, Atri, chiesa di Santa Chiara.
- Salvator Rosa tra i briganti, a suo tempo acquistato dagli emissari di casa Savoia, per conto del Re Vittorio Emanuele II;
- Guerrieri medievali al guado di un fiume, 1860, Reggia di Caserta;
- Ezzelino da Romano esortato alla conversione, Chiesa della Madonna della Cona a Teramo, 1876 ca;
- San Vincenzo predica nei campi, Chiesa della Madonna della Cona a Teramo, 1876 ca;
- Bruto che condanna i figli, per la sala della corte d'assise del Tribunale di Teramo, 1886;
- Martirio di Santa Lucia, per la chiesa della Madonna delle Grazie a Teramo;
- Madonna di Pompei, per la chiesa di San Matteo (oggi demolita) e oggi conservata in Sant'Antonio a Teramo;
- Giannina Milli che improvvisa a Firenze, dipinto per il telone del teatrino della Cetra in Teramo;
- Morte di Muzio Attendolo Sforza, Museo d'arte "Costantino Barbella" di Chieti;
- Acquerelli e chine per la collezione di Vincenzo Bindi a Giulianova;
- Tra i ritratti: Achille Ginaldi, Vincenzo Irelli, Settimio Costantini, Federico De Albentiis, Antonio Amary, Crescenzo Scarselli;
- Realizzò inoltre copertine di libri per lo scrittore Eugenio Cerulli (Tra i monti, 1885), e per la casa editrice La Fiorita, Teramo, 1912;

### Architettura
- Castello Della Monica di Teramo (primo ventennio del '900)
- Palazzo castello Bonifaci a Valleinquina (Valle Castellana), stesso periodo.

### Caricature
- Teatro di Teramo, serie di circa 20 tavole incise in occasione della inaugurazione del nuovo Teatro Comunale di Teramo, aprile 1868;

### Copertine
- Eugenio Cerulli, Tra i monti, Lanciano, Rocco Carabba, 1885;
- Francesco Crucioli, Antonello di valle, poema tragico in cinque atti in versi, Teramo, La Fiorita, 1909;

### Scritti
- Ricordi artistici ed impressioni, Teramo, Rivista abruzzese, 1903, estratto da: "Rivista abruzzese di scienze, lettere ed arti, Teramo, XVII (1902), fasc.1, gennaio;
- Gennaro Della Monica svolse un'attività di pubblicista soprattutto per il “Corriere abruzzese”, il giornale della sinistra diretto da Francesco Taffiorelli e per la “Rivista abruzzese di scienze lettere ed arti”, diretta da Giacinto Pannella. Sulle pagine del Corriere, nel corso dell'anno 1892 e poi del 1900 furono pubblicati gli articoli riguardanti il restauro della chiesa della Madonna delle Grazie di Teramo.